# Cesar Godeffroy (Schiff, 1851)
Die Cesar Godeffroy war eine Bark, die 1851 bei Hamburg gebaut wurde.

## Schiffsmaße
Im Hamburger Bielbrief vom 7. April 1851 sind für die Cesar Godeffroy folgende Maße angegeben:
- Länge über Kiel                      = 137,10 Hamburger Fuß (39,2 m)
- Größte Breite                        =  35,80 Hamburger Fuß (10,2 m)
- Höhe (Bauchdiele bis Verdeckplanken) =  19,80 Hamburger Fuß (5,7 m)
- Tragfähigkeit                        =  313 Hamburger Kommerzlasten[2]

## Geschichte

Werbung für die Linienschifffahrt von Joh. Ces. Godeffroy & Sohn, Anzeige in der Süd-Australischen Zeitung, 6. Januar 1865

Die Cesar Godeffroy wurde auf der Reiherstiegwerft unter Leitung von Joachim Eduard von Somm gebaut. Sie lief 1851 mit der Baunummer 3 vom Stapel. Eigner war das Handelshaus Joh. Ces. Godeffroy & Sohn. Cesar Godeffroy war der Name der drei Inhaber des Handelshauses. Im Rahmen einer größeren Bauserie wurden mit seiner Fertigstellung die Voraussetzungen für einen regelmäßigen Liniendienst von Joh. Ces. Godeffroy & Sohn nach Australien, Chile und Kalifornien geschaffen. Die Cesar Godeffroy kam hauptsächlich für eine Beförderung von  Auswanderern nach Adelaide und Sydney zum Einsatz. Über eine Fahrt im Jahr 1852 nach Sydney schrieb ein Passagier einen Reisebericht, der in einem Buch veröffentlicht wurde.  Am 28. Dezember 1854 wurde die Bark an Johann Christian Rübcke (Hamburg) verkauft und fuhr nun als Elise Rübcke.

## Kapitäne
- 1852–1853 Heinrich Behn
- 1853–1854 J. Meyer

## Fahrten
Mit dem Schiff wurden von Hamburg aus Fahrten nach Australien und Südamerika unternommen.
| Datum | Ereignis                                                         | Ort              | Kapitän    | Ziel                         | Bemerkung                        | Nachweis            |  |
| --- | ---------------------------------------------------------------- | ---------------- | ---------- | ---------------------------- | -------------------------------- | ------------------- |  |
| 28. April 1851 | Abfahrt                                                          | Hamburg          | Behn       | Rio Janeiro                  | Soldatentransport nach Brasilien | [ 8 ] [ 9 ]         |  |
| 4. Mai 1851 | Abfahrt                                                          | Cuxhaven         | Behn       | RioJaneiro                   |                                  | [ 10 ]              |  |
| 9. Mai 1851 | unweit                                                           | Torbay           | Behn       | Rio Janeiro                  |                                  | [ 11 ]              |  |
| 21. Juni 1851 | Ankunft                                                          | Rio de Janeiro   | Behn       |                              | von Hamburg                      | [ 12 ] [ 9 ]        |  |
| 21. Juli 1851 | Abfahrt                                                          | Bahia            | Behn       | Calcutta                     |                                  | [ 13 ] [ 9 ]        |  |
| 8. Januar 1852 | Ankunft                                                          | Mauritius        | Behn       |                              | von Calcutta; im Orkan entmastet |                     |  |
| 24. Juni 1852 | Ankunft                                                          | Hamburg          | Behn       |                              | von Altona                       | [ 15 ]              |  |
| 10. August 1852 | Abfahrt                                                          | Hamburg          |            | Schiff läuft aus nach Sydney |                                  | [ 6 ]               |  |
| \| Stationen auf der Fahrt von Hamburg nach Sydney[6] \| \| \| 10. August 1852 \| Aufenthalt in Stade; Schiffsarzt und Passagiere steigen zu \| \| 13. August 1852 \| Aufenthalt in Glückstadt \| \| 15. August 1852 \| Aufenthalt in Cuxhaven; ein Todesfall \| \| 20. August 1852 \| Das Schiff passiert Dover \| \| 21. August 1852 \| Die Isle of Wight wird passiert \| \| 23. August 1852 \| Das Schiff verlässt den Ärmelkanal bei Lizard Point \| \| 7. September 1852 \| Das Schiff passiert Madeira \| \| 14. September 1852 \| Die kapverdischen Inseln werden passiert \| \| 29. September 1852 \| Es wird der Äquator überquert \| \| 10. Oktober 1852 \| Der Wendekreis des Steinbocks wird erreicht \| \| 3. November 1852 \| Vorbeifahrt an den Crozetinseln in geringer Entfernung \| \| 8. Dezember 1852 \| Australisches Festland kommt in Sicht bei Cap Howe und Green-Cap \| \| 9. Dezember 1852 \| Bei der Landbeobachtung wird der Dromedary-Mount erkannt \| \| 10. Dezember 1852 \| Point perpendiculair wird passiert \| |                                                                  |                  |            |                              |                                  |                     |  |
| 11. Dezember 1852 | Ankunft                                                          | Sydney           | Behn       |                              | von Hamburg                      | [ 6 ] [ 16 ] [ 17 ] |  |
| 12. Januar 1853 | Abfahrt                                                          | Sydney           | Behn       | Batavia                      |                                  | [ 18 ] [ 19 ]       |  |
| Februar 1853 | erwartet                                                         | Hongkong         |            |                              | von Sydney                       | [ 20 ]              |  |
| 20. Juni 1853 | Abfahrt                                                          | St. Helena       | Behn       | Hamburg                      |                                  | [ 21 ]              |  |
| 21. August 1853 | Ankunft                                                          | Cuxhaven         | Behn       |                              | von Batavia                      | [ 22 ]              |  |
| 5. Oktober 1853 | Abfahrt                                                          | Cuxhaven/Hamburg | Joh. Meyer |                              |                                  | [ 23 ] [ 24 ]       |  |
| 2. Januar 1854 | Ankunft                                                          | Adelaide         |            |                              |                                  | [ 24 ]              |  |
| 9. Januar 1854 | Abfahrt                                                          | Adelaide         |            |                              | Klar zum Auslaufen nach Sydney   | [ 25 ]              |  |
| 25. Januar 1854 | Ankunft                                                          | Sydney           |            |                              |                                  | [ 26 ]              |  |
| 22. Februar 1854 | Abfahrt                                                          | Sydney           |            | Schiff läuft aus nach Callao |                                  | [ 27 ]              |  |
| Stationen auf der Fahrt von Hamburg nach Sydney |                                                                  |                  |            |                              |                                  |                     |  |
| 10. August 1852 | Aufenthalt in Stade; Schiffsarzt und Passagiere steigen zu       |                  |            |                              |                                  |                     |  |
| 13. August 1852 | Aufenthalt in Glückstadt                                         |                  |            |                              |                                  |                     |  |
| 15. August 1852 | Aufenthalt in Cuxhaven; ein Todesfall                            |                  |            |                              |                                  |                     |  |
| 20. August 1852 | Das Schiff passiert Dover                                        |                  |            |                              |                                  |                     |  |
| 21. August 1852 | Die Isle of Wight wird passiert                                  |                  |            |                              |                                  |                     |  |
| 23. August 1852 | Das Schiff verlässt den Ärmelkanal bei Lizard Point              |                  |            |                              |                                  |                     |  |
| 7. September 1852 | Das Schiff passiert Madeira                                      |                  |            |                              |                                  |                     |  |
| 14. September 1852 | Die kapverdischen Inseln werden passiert                         |                  |            |                              |                                  |                     |  |
| 29. September 1852 | Es wird der Äquator überquert                                    |                  |            |                              |                                  |                     |  |
| 10. Oktober 1852 | Der Wendekreis des Steinbocks wird erreicht                      |                  |            |                              |                                  |                     |  |
| 3. November 1852 | Vorbeifahrt an den Crozetinseln in geringer Entfernung           |                  |            |                              |                                  |                     |  |
| 8. Dezember 1852 | Australisches Festland kommt in Sicht bei Cap Howe und Green-Cap |                  |            |                              |                                  |                     |  |
| 9. Dezember 1852 | Bei der Landbeobachtung wird der Dromedary-Mount erkannt         |                  |            |                              |                                  |                     |  |
| 10. Dezember 1852 | Point perpendiculair wird passiert                               |                  |            |                              |                                  |                     |  |

## Schiffe gleichen Namens
Als Cesar Godeffroy fuhren noch weitere Schiffe: zwei Barken jeweils ab Stapellauf, Baujahr 1855 und Baujahr 1873.